# Aiko Miyake
Aiko Miyake (三宅愛子?, Miyake Aiko; 6 luglio 1978) è un'ex nuotatrice giapponese.

## Carriera
Specializzata nello stile libero ha partecipato alle Olimpiadi di Atlanta 1996, giungendo quarta nella staffetta 4x200 m sl con Eri Yamanoi, Naoko Imoto e Suzu Chiba. Negli 800 m sl, si ferma con il 21º posto nelle batterie, con 8:55.77.